# Abou Kaba
Pour les articles homonymes, voir Kaba.
Abou Kaba est un homme politique guinéen.
Depuis le 22 janvier 2022, il est conseiller au sein du Conseil national de la transition (CNT) de la république de Guinée en tant que représentante des organisations des guinéens de l'étranger,,.

## CNT
Le 14 novembre 2024, dans le cadre de la vulgarisation de l'avant projet de la constitution guinéenne, Abou Kaba est membre de la délégation du CNT envoyer à Kankan sous la direction de l’honorable Mohamed Kaba, afin de dialogue avec les chefs de quartier et d’autres couches socio-professionnelles.